# Skimlig fjällknäppare
Skimlig fjällknäppare (Lacon lepidopterus) är en skalbaggsart som först beskrevs av Georg Wolfgang Franz Panzer 1801.  Skimlig fjällknäppare ingår i släktet Lacon, och familjen knäppare. Enligt den finländska rödlistan är arten sårbar i Finland. Enligt den svenska rödlistan är arten nationellt utdöd i Sverige. . Arten har tidigare förekommit på Öland och Götaland men är numera lokalt utdöd. Artens livsmiljö är naturmoskogar.

## Bildgalleri

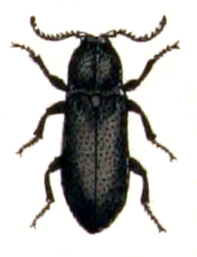